# Simbach (bei Landau)
Simbach er en købstad i Landkreis Dingolfing-Landau i Niederbayern i den tyske delstat Bayern, med knap 3.700 indbyggere.

## Inddeling
Ud over talrige små bebyggelser ligger i kommunen landsbyerne Simbach, Ruhstorf, Haunersdorf, Pischelsdorf og Langgraben.